# Kristofferson
A Kristofferson az első lemeze Kris Kristoffersonnak, amelyet 1970-ben adott ki Monument Records.
Az albumon lévő dalok nagy része már népszerűségnek örvendett, más zenészek feldolgozásainak köszönhetően. Ennek ellenére az album nem lett nagy siker, habár a country listán 10 helyezést ért el.
1971-ben a Me and Bobby McGee Janis Joplin előadásában nagy sikert aratott így Kris albumát újra kiadták Me and Bobby McGee címmel.
2001-ben CD-n is kiadták a lemezt, s az eredeti albumhoz hozzátettek 4 bónusz dalt.

## Dalok
Minden dalt Kris Kristofferson szerzett, kivéve ahol jelezve van:
1. Blame It on the Stones – 2:46
2. To Beat the Devil – 4:43
3. Me and Bobby McGee (Fred Foster/Kristofferson) – 4:23
4. Best of All Possible Worlds – 3:01
5. Help Me Make It Through the Night – 2:24
6. The Law Is for Protection of the People – 2:40
7. Casey's Last Ride – 3:37
8. Just the Other Side of Nowhere – 3:39
9. Darby's Castle – 3:19
10. For the Good Times – 3:25
11. Duvalier's Dream – 2:58
12. Sunday Mornin' Comin' Down – 4:34

Bónusz dalok a 2001-es CD-ről:
1. The Junkie and the Juicehead, Minus Me – 3:24
2. Shadows of Her Mind – 3:13
3. The Lady's Not for Sale (Kristofferson/Cathy Pugh) – 3:27
4. Come Sundown – 2:36

## Munkatársak (a 2001-es CD-n)
- Kris Kristofferson – Gitár, Ének
- Fred Foster – Producer, Kommentár
- Steve Mazur – Assistant Engineer
- Joseph M. Palmaccio – Keverés
- Todd Parker – Hangmérnök
- Tommy Strong – Hangmérnök
- Bergen White – Vonós hangszerelés
- Howard Fritzson – Művészeti vezető
- John Jackson – Termék vezető
- Ken Kim – Művészeti vezető, Borító Fotó
- Johnny Cash – Kommentár
- Billy Swan – Kommentár

## Slágerlisták
Album – Billboard (Amerikai Egyesült Államok)
| Év | Lista           | Helyezés |
| -- | --------------- | -------- |
|    | Country Albumok | 10       |
|    | Pop Albumok     | 43       |